# Santa Margherita di Belice bianco
Il Santa Margherita di Belice bianco è un vino a DOC che può essere prodotto nel comune di Santa Margherita di Belice in provincia di Agrigento.

## Vitigni con cui è consentito produrlo
- Ansonica dal 30 al 50%
- Grecanico Dorato e Catarratto bianco lucido, da soli o congiuntamente dal 50 al 70%.
- altri vitigni a bacca bianca, idonei alla coltivazione per la provincia di Agrigento, fino ad un massimo del 15%.

## Caratteristiche organolettiche
- colore: giallo paglierino tenue con riflessi verdognoli;
- profumo: delicato, fruttato, caratteristico;
- sapore: secco, armonico, vivace, fresco;

## Produzione
Provincia, stagione, volume in ettolitri